# Bernat Martínez
Bernat Martínez Mas (ur. 10 stycznia 1980 w Alberic, zm. 19 lipca 2015 w Monterey) – hiszpański motocyklista wyścigowy.

## Życiorys
Na szczeblu międzynarodowym, brał udział w Europejskich Mistrzostwach Superstock 1000 (FIM Superstock 1000 Championship), Mistrzostwach Świata Superbike (Superbike World Championship), Supersport World Championship oraz Motocyklowych Mistrzostwach Świata Moto2.
Zginął w wyniku kolizji na torze Laguna Seca podczas kolejnej rundy MotoAmerica World Superbike w wyścigu Superbike/Superstock 1000. W wyniku wypadku śmierć poniósł również Daniel Rivas.